# Taylor Guitars
Taylor Guitars (kurz für Taylor-Listug, Inc. dba Taylor Guitars) ist ein US-amerikanischer Hersteller von akustischen und elektrischen Gitarren. Das Unternehmen wurde 1974 von Bob Taylor, Kurt Listug und Steve Schemmer gegründet und hat neben seinem Hauptsitz in El Cajon, Kalifornien eine weitere Produktionsstätte in Tecate, Mexiko. Taylor Guitars gehört zu den Gitarrenherstellern des Premiumsegments, fertigt aber auch preiswertere Einsteigermodelle.

## Unternehmensgeschichte

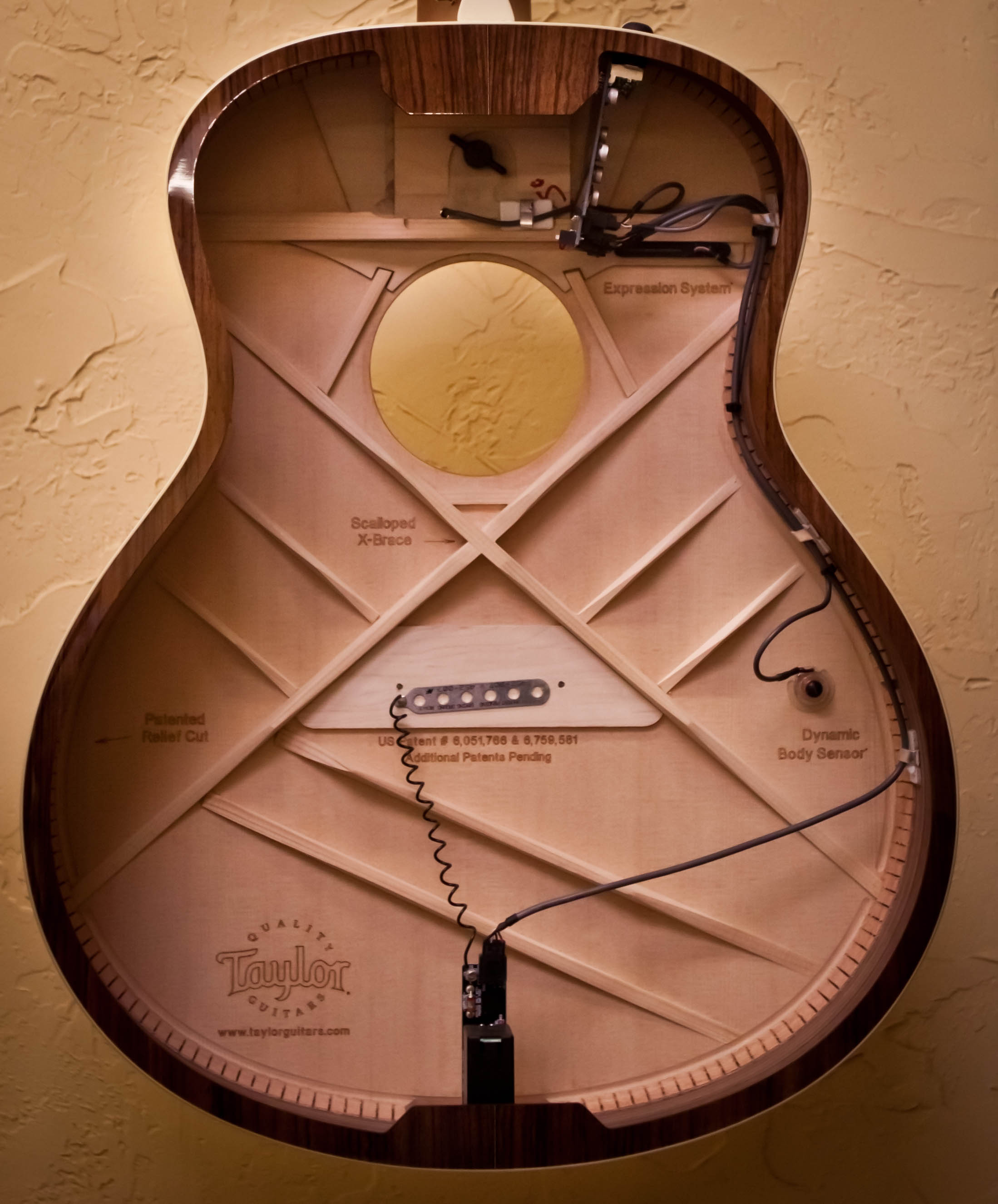
Innenaufbau mit Deckenbeleistung und Tonabnehmersystem

Bob Taylor begann 1972 im Alter von 18 Jahren mit seiner Arbeit im American Dream, einem Musikladen. Als der Firmenbesitzer Sam Radding 1974 beschloss, das Unternehmen abzugeben, kauften Bob Taylor, Kurt Listug und Steve Schemmer dieses auf, womit im kalifornischen Lemon Grove der Grundstein zu Taylor Guitars gelegt war. Zunächst wurde die Firma in Westland Music Company umbenannt, jedoch musste wegen der Größe des Schriftzuges für den Gitarrenkopf ein kompakterer Name her. Man beschloss deshalb, die Firma Taylor zu nennen, zumal Bob Taylor der eigentliche Gitarrenbauer war. Listug übernahm die finanziellen und betriebswirtschaftlichen Belange, während Taylor für das Design und die Produktion verantwortlich war. 1976 entschied sich das Unternehmen, seine Instrumente über ein flächendeckendes Einzelhändlernetz zu verkaufen.
Taylor konzentrierte sich anfangs auf den Bau von Akustikgitarren und kombinierte von Beginn an hochwertige Materialien und edle Hölzer mit handwerklicher Präzision. Sehr bald galt das Unternehmen als Produzent von Instrumenten mit außergewöhnlichen Klang- und Spieleigenschaften. Hinzu kommt die Verwendung innovativer und computergestützter Fertigungstechniken und Konstruktionsmerkmalen, wie den patentierten und seit 2001 standardmäßig verbauten angeschraubten, aus einem Stück gefertigten NT-Hals. Besondere Tonabnehmer-Systeme machten die Produkte bei Hobby-Musikern wie professionellen Künstlern insbesondere für den Live-Betrieb sehr beliebt. Als Taylor Guitars 1981 in finanzielle Schwierigkeiten geriet, rettete es sich durch die Aufnahme eines Bankkredits und die weitere Expansion durch die Anschaffung besserer Produktionsmaschinen. 1983 wurde Schemmer ausbezahlt und verließ das Unternehmen.
Taylor Guitars gehört heute mit über 900 Mitarbeitern zu den führenden Gitarrenherstellern im Premiumsegment. Die Instrumente werden international in mehr als 60 Ländern vertrieben, unter anderem über ein eigenes Versand- und Logistikzentrum in den Niederlanden. 2008 ging Taylor Guitars mit dem Konkurrenten Fender eine strategische Partnerschaft zur Vergrößerung des Bekanntheitsgrads der Marke Taylor in Europa ein.

## Modelle

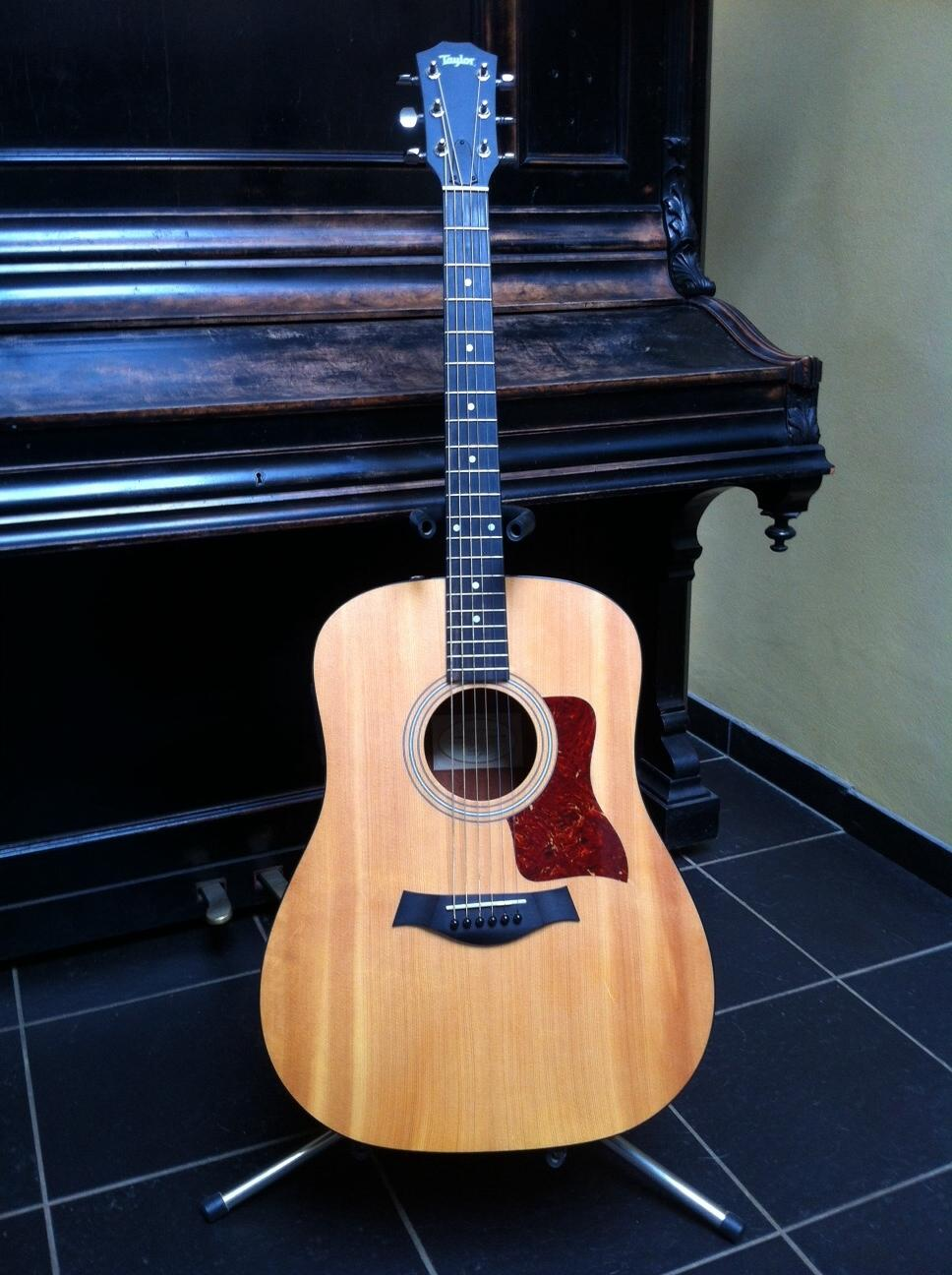
Taylor 110 E-GB Dreadnought, 2003

Über die Jahre hat Taylor eine breite Palette von Modellen und Baureihen entwickelt, die unterschiedlichsten Anforderungen gerecht werden. Neben Westerngitarren mit Stahlsaiten werden Konzertgitarren mit Nylonsaiten hergestellt. Es gibt verschiedene Korpusgrößen mit und ohne Cutaway. Später wurde die Produktion um die Herstellung von hochwertigen E-Gitarren und semiakustischen Halbresonanzgitarren erweitert. Mittlerweile stellt Taylor auch Gitarren im mittleren Preissegment her, sogenannte Baby-Taylor mit 3/4-Korpus.
Die Tatsache, dass viele prominente Bands und Gitarristen wie Taylor Swift, Bruce Springsteen, Peter Maffay, Prince, David Gilmore, Lenny Kravitz, The Rolling Stones, One Direction oder Leo Kottke Taylor-Gitarren spielen, führte nicht nur zur Auflage einer ganzen Reihe von Signature-Modellen besonderer Qualität und Ausstattung, sondern darüber hinaus zu einem Ausstattungs- und Unterstützungsprogramm für Musiker, das nach Featured Artists und Supported Artists unterteilt ist, vergleichbar den Endorser-Programmen anderer Hersteller.

### Modellcodes
Die unterschiedlichen Akustik-Modelle und -Serien kennzeichnet Taylor seit 2013 einheitlich mittels eines mehrstelligen Codes. Die erste Stelle gibt dabei Auskunft über den Serientyp des Instruments, zum Beispiel Standardserien 100–900, Presentation- oder KOA-Serie (PS, K) und weitere. Die zweite Stelle zeigt an, ob es sich um eine 6-saitige (1) oder 12-saitige (5) Gitarre handelt, während die dritte Stelle die Korpusform dokumentiert. Unterschieden werden hierbei:
- 0 = Dreadnought
- 2 = Grand Concert
- 4 = Grand Auditorium
- 5 = Jumbo (Produktion 2011 eingestellt)
- 6 = Grand Symphony
- 7 = Grand Pacific
- 8 = Grand Orchestra[12]

Eine optionale Ergänzung findet sich in einem Buchstaben-Code, der anzeigt, ob das Instrument einen Cutaway besitzt („c“), mit einem Tonabnehmersystem ausgestattet ist („e“) oder über Nylonsaiten verfügt („N“). So lautet beispielsweise die Modellnummer für eine 6-saitige Westerngitarre der 400er Serie mit Dreadnought-Korpus, Cutaway und Tonabnehmersystem 410ce. Auch besondere Gestaltungs- und Materialmerkmale sind an einem Code erkennbar. So steht „K“ für die Verwendung von KOA-Holz, „SB“ und „BLK“ für eine Sunburst- bzw. Black-Finish-Lackierung. Eine zwischenzeitlich nicht mehr verwendete Kodierung „GB“ verweist auf die standardmäßige Auslieferung des jeweiligen Instruments, insbesondere in der unteren Preisklasse, mit einem Taylor Gig-Bag, einer robusten Transporttasche.
Bei den elektrischen Gitarren werden die Modell-Serien T3 und T5z unterschieden.

## Build-to-Order

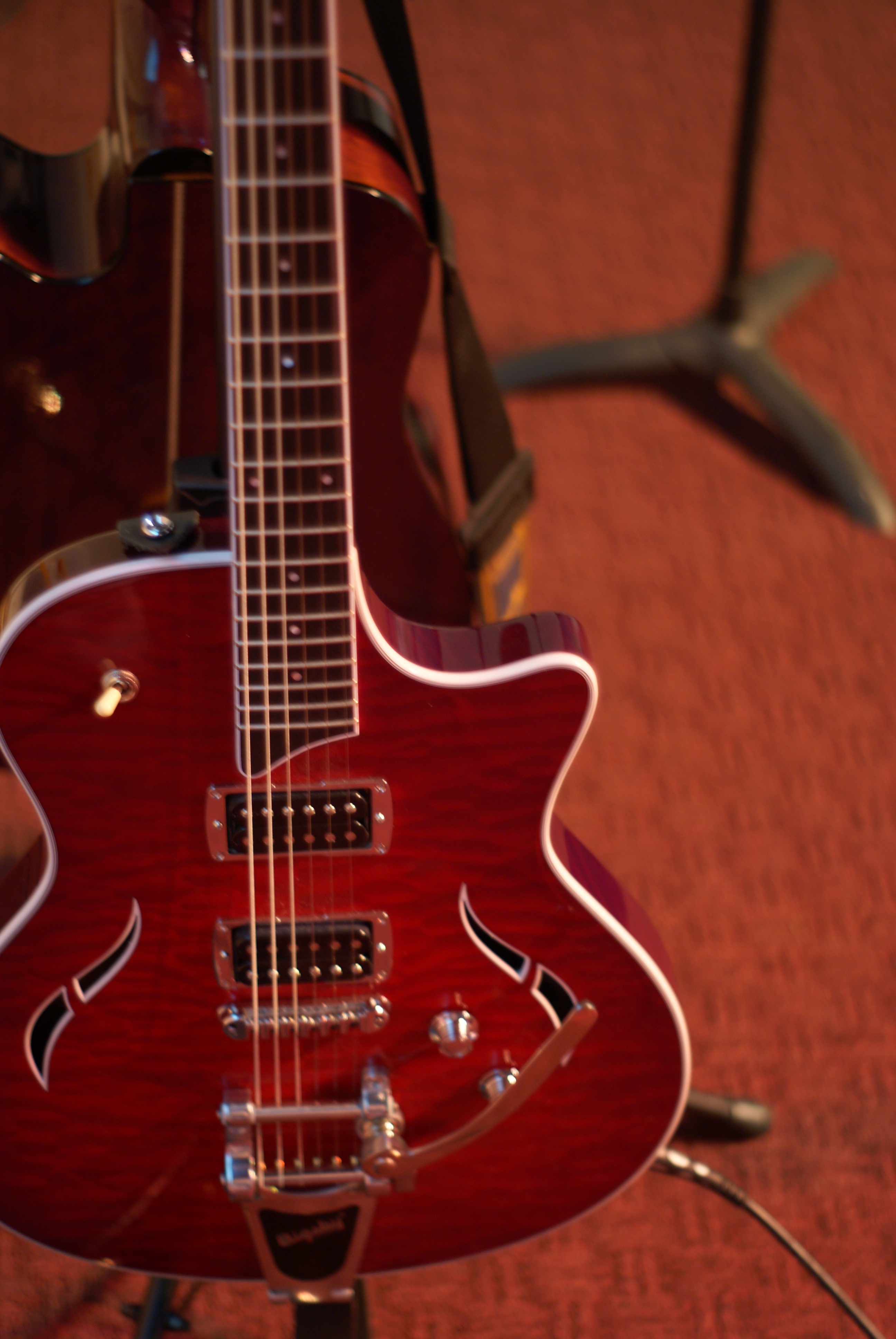
Taylor T3 E-Gitarre

Eine Besonderheit im industriellen Gitarrenbau ist die Möglichkeit, Instrumente nach eigenen Vorstellungen über einen autorisierten Händler in Auftrag zu geben und anfertigen zu lassen (Build-to-Order). Der Kunde kann sich dabei sämtlicher zur Verfügung stehender Hölzer, Materialien, Bauweisen, Verarbeitungsmerkmalen, Tonabnehmer, Mechaniken, Designauswahl, Inlays usw. bedienen und erhält so ein ganz individuelles Instrument. Dies betrifft sowohl akustische und semiakustische, als auch elektrische Modelle und wird im BTO-Programm von Taylor Guitars angeboten.

## Nachhaltige Produktion
Das Unternehmen Taylor Guitars setzt ökologische und umweltbewusste Produktionsweisen im Instrumentenbau ein. Dem zu Grunde liegt der verantwortungsvolle Umgang mit Wäldern und Rohstoffen, vom Anbau über Rodung und Transport bis zur Verarbeitung, den sich das Unternehmen von den Rohstofflieferanten und Händlern entlang der Versorgungs- und Lieferketten in entsprechenden Partnerverträgen zusichern lässt. Hinzu kommt eine effektivere Verarbeitung mit entsprechender Reduzierung von Abfallstoffen, die Entwicklung umweltfreundlicher Kunststoffe, sowie die Wiederverwertung von Rohstoffen. Taylor Guitars unterhält dabei eine enge Partnerschaft zu der weltweit operierenden Umweltorganisation GreenWood Global.